# Оби (округ Дуэ)
Оби́ (фр. Auby) — коммуна во Франции, регион О-де-Франс, департамент Нор, кантон Орши. Пригород Дуэ, расположен в 7 км к северу от центра города, в 2 км от автомагистрали А21 «Рокада Миньер», на берегу канала Дёль. Город является крупным центром добычи цинка, в нем располагается предприятие мирового лидера добычи цинка — компании Нирстар (Nyrstar).
Население (2017) — 7 274 человека.

## Достопримечательности
- Шато Оби XVIII века с парком, с 2011 года — здание мэрии
- Приходская церковь Посещения Богоматери (Нотр-Дам-де-ла-Визитасьон) 1967 года
- Часовня Святого Иосифа XIX века
- Часовня Богоматери Доброй Помощи (Нотр-Дам-де-Бон-Секур) XIX века

## Экономика
Структура занятости населения:
- сельское хозяйство — 0,0 %
- промышленность — 26,0 %
- строительство — 8,3 %
- торговля, транспорт и сфера услуг — 26,1 %
- государственные и муниципальные службы — 39,6 %

Уровень безработицы (2017) — 23,4 % (Франция в целом — 12,8 %, департамент Нор — 17,2 %). 

Среднегодовой доход на 1 человека, евро (2017) — 16 770 (Франция в целом — 25 140, департамент Нор — 18 575).

## Демография
Динамика численности населения, чел.

## Администрация
Пост мэра Оби с 2020 года возглавляет Кристоф Шарль (Christophe Charles). На муниципальных выборах 2020 года возглавляемый им левый список одержал победу в 1-м туре, получив 55,25 % голосов.
| Период | Период | Фамилия         | Партия                   | Примечания                                                    |
| ------ | ------ | --------------- | ------------------------ | ------------------------------------------------------------- |
| 1971   | 2001   | Альдебер Валет  | Коммунистическая партия  | преподаватель колледжа, член Генерального совета департамента |
| 2001   | 2020   | Фредди Казмарек | Коммунистическая партия  |                                                               |
| 2020   |        | Кристоф Шарль   | Радикальная левая партия |                                                               |

## Города-побратимы
- Челядзь, Польша

## Галерея

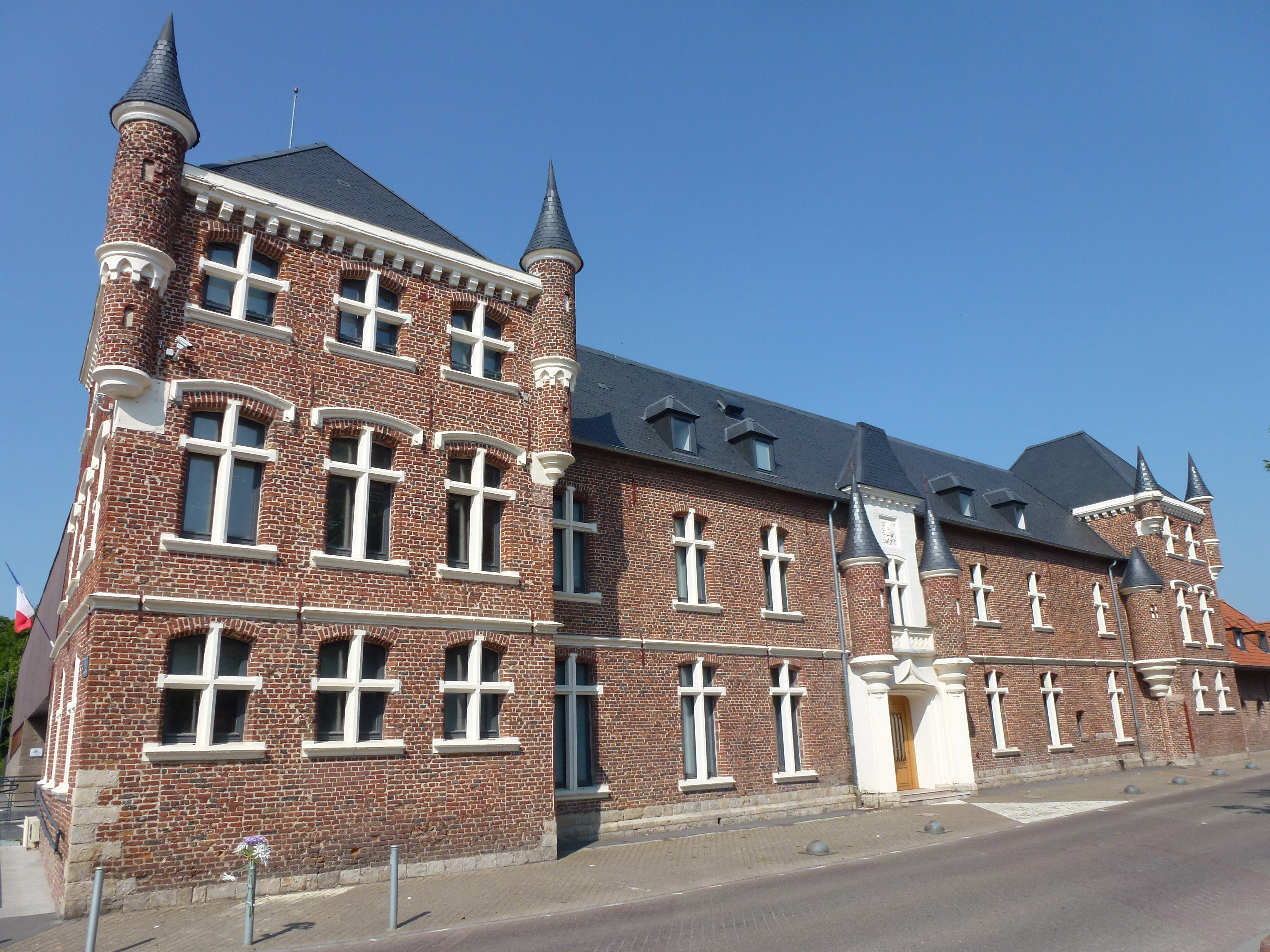
Замок Оби
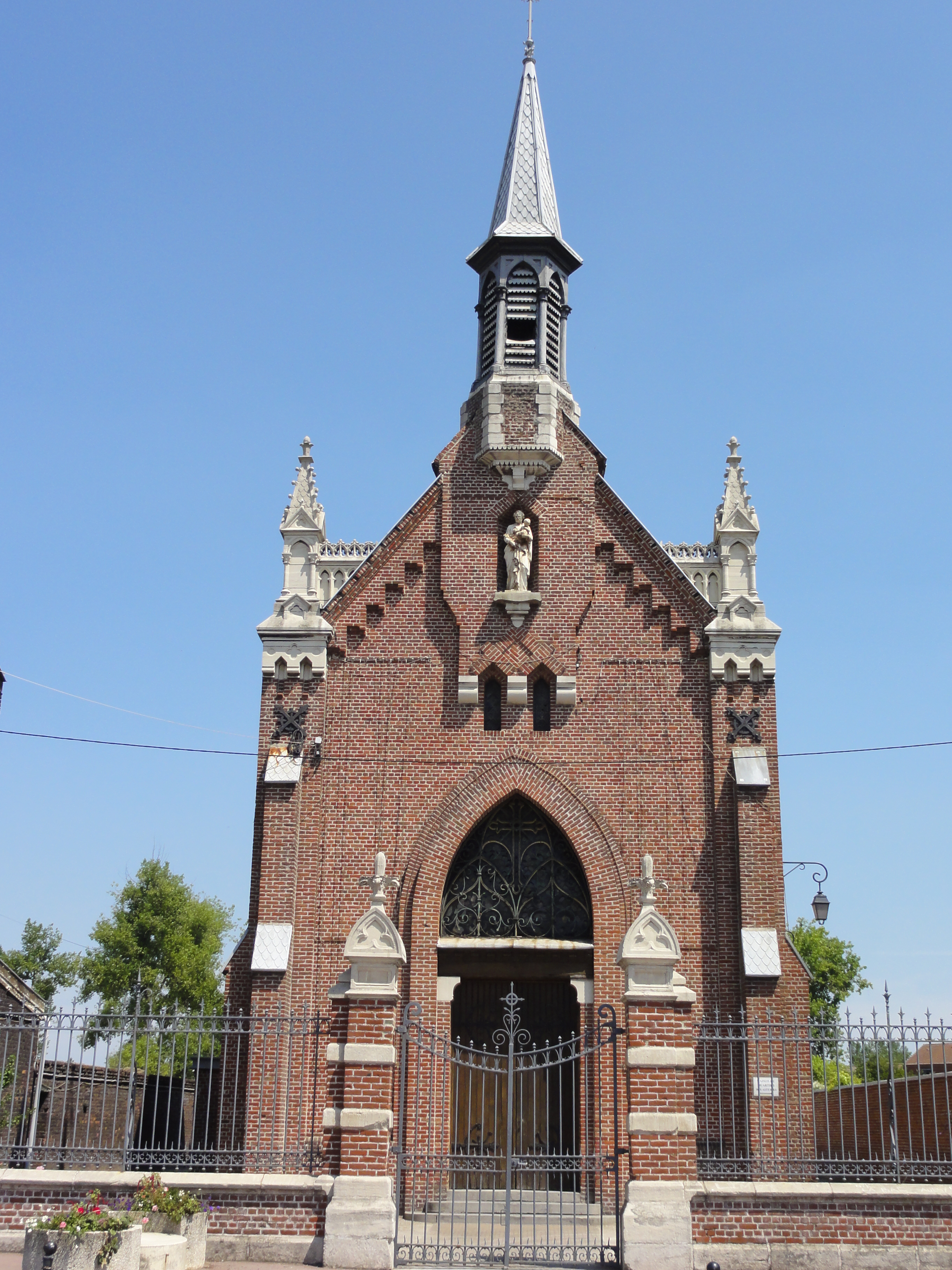
Часовня Святого Йозефа
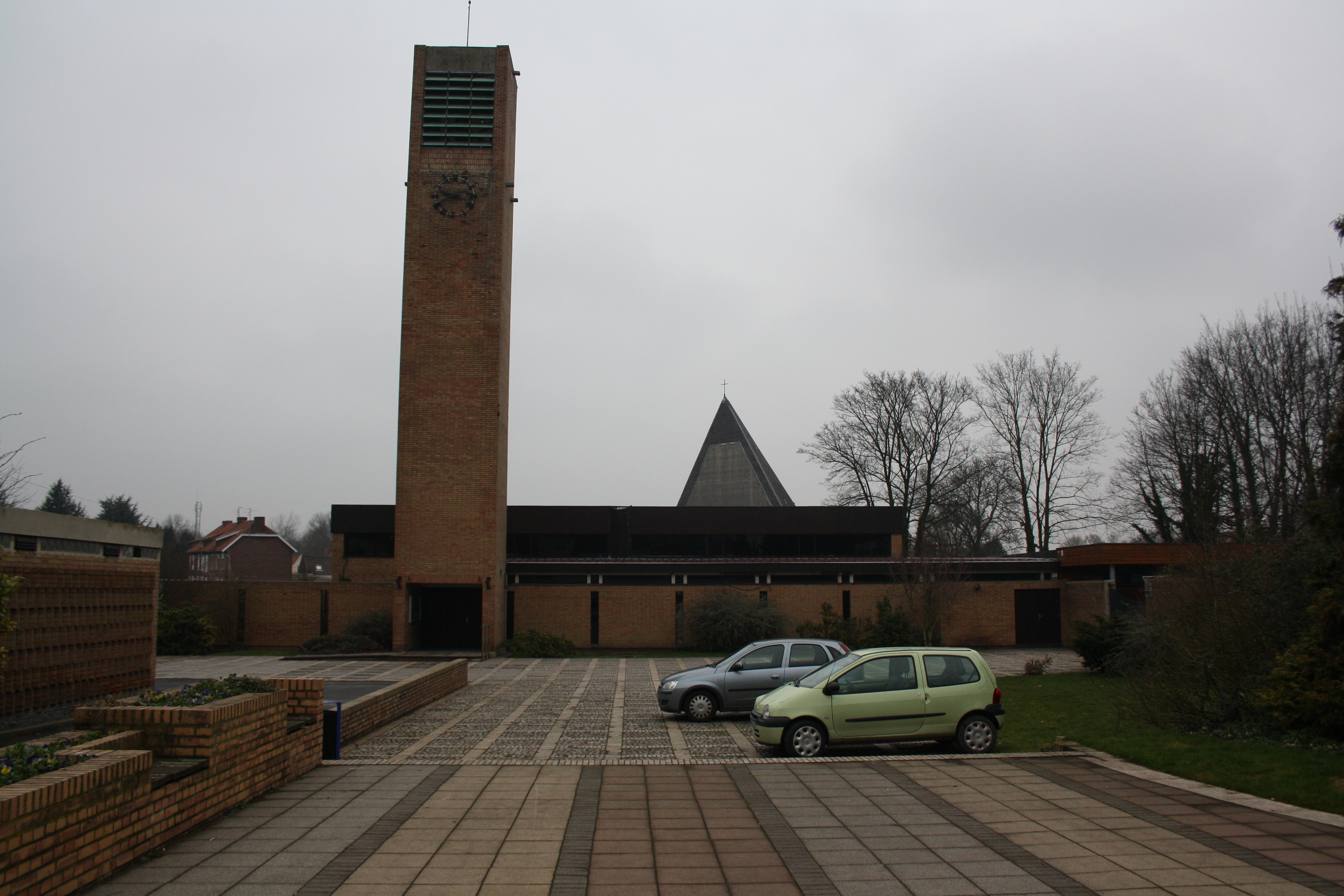
Церковь Посещения Богоматери
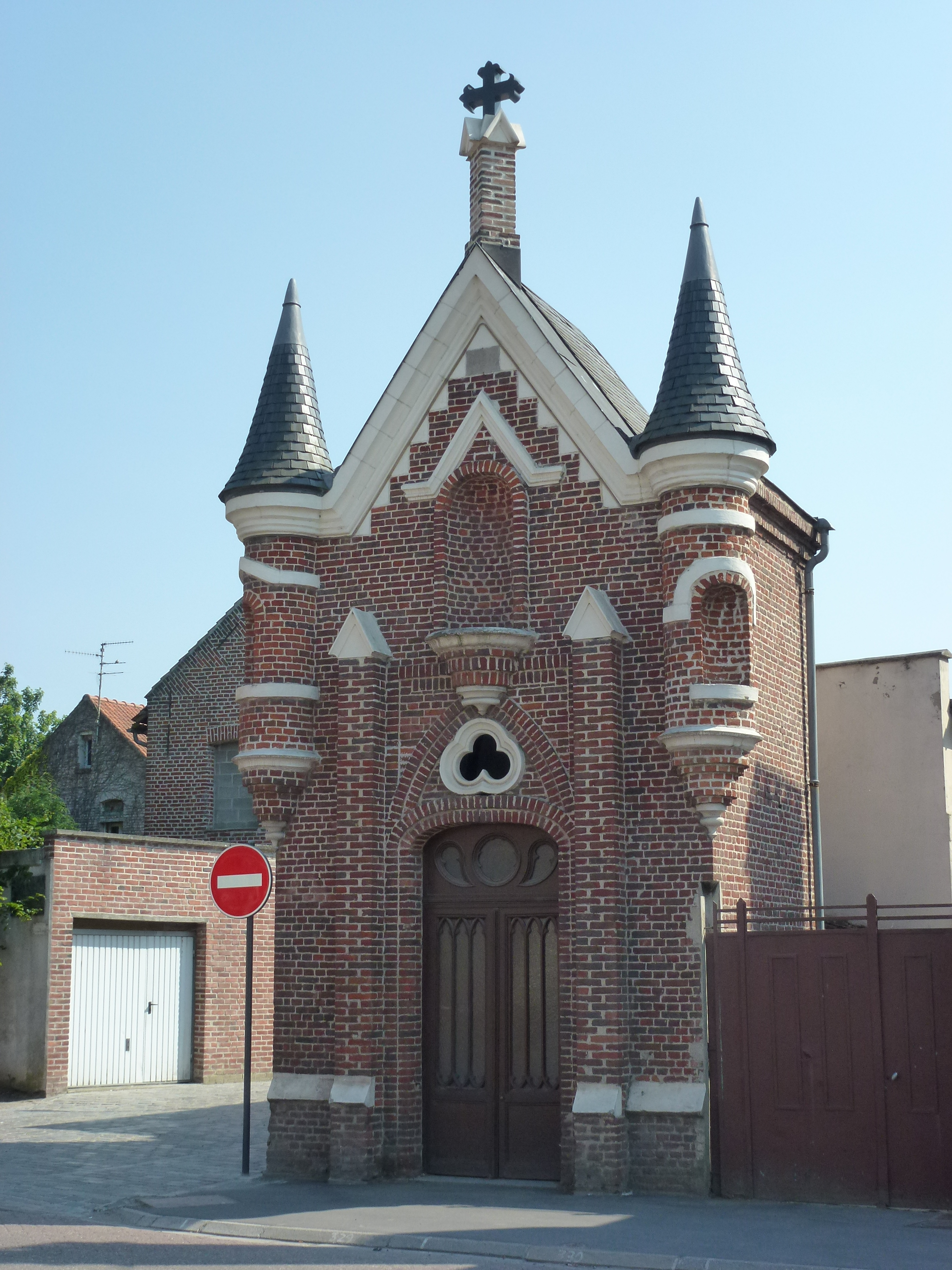
Часовня Богоматери Доброй Помощи

1. 1 2  база данных о французских коммунах — Национальный географический институт Франции, 2015.